# Jeremy Piasecki
Jeremy Piasecki (* 21. September 1978 in New York City) ist ein ehemaliger US-amerikanischer Wasserballspieler, heutiger -trainer und außerdem Reservesoldat der US-Marine.

## Leben
Piasecki ist in New York City geboren, wuchs aber in Newport Beach nahe Fallbrook auf. Er besuchte die Corona del Mar High School und das Orange Coast College. Jeremy Piasecki ist mit Leilani Piasecki, die die Vorstandsvorsitzende der afghanischen Wasserballnationalmannschaft ist, verheiratet und hat mit ihr eine Tochter und einen Sohn.
Piasecki war Teil der Wasserballmannschaft von Corona del Mar, die 1992 Bronze bei den US-amerikanischen Olympischen Jugend-Wasserballspielen gewann. Zudem trainierte er die späteren Sieger bei den Olympischen Spielen Amanda Beard, Jason Lezak und Aaron Peirsol bei den Irvine Novaquatics.
Im Januar 2008 wurde er auf einem Stützpunkt der Afghanischen Armee in der Nähe von Kabul als Berater in Verwaltungsfragen der US-Marine eingesetzt. Ende 2008 gründete er dann die afghanische Wasserballnationalmannschaft nahe dem Stützpunkt.